# Maria Petraccini
Maria Maddalena Petraccini, ou Pettracini (Florence, Toscane, 1759 - Bagnacavallo, Ravenne, 1791), anatomiste et médecin italienne.

## Biographie
Née dans une famille marchande de Toscane, Maria Petraccini vécut dans la région d'Émilie-Romagne après avoir rencontré son époux Francesco Ferretti, chirurgien à l'hôpital de Bagnacavallo, dans la province de Ravenne. Ce dernier lui servit de tuteur en chirurgie avant de joindre l'Université de Florence le 13 September 1788 comme étudiante en médecine. Elle continua son éducation à l'Université de Ferrare où certaines sources indiquent qu'elle finit par y enseigner l'anatomie,.
Elle a eu une fille, Zaffira Ferretti, qui suivit les pas de sa mère en enseignant aussi l'anatomie à la même université.
Tout comme les Universités de Salerne et de Bologne, Ferrare était un centre reconnu d'étude de la médecine où les femmes étaient les bienvenues.
Petraccini a publié en 1789 des livres traitant des soins à apporter aux femmes et enfants lors des accouchements. Elle a notamment milité pour l'arrêt de la pratique d'entraver les nourrissons, arguant le risque de blessure, et qu'ils devraient pouvoir bouger leurs membres en toute liberté. Elle était favorable à l'allaitement, tout en indiquant qu'il était préférable d'accoutumer les enfants à d'autres types de nourriture que le lait dès que possible.
Maria Petraccini mourut en 1791.